# Longitarsus bulgaricus
Longitarsus bulgaricus es una especie de insecto coleóptero de la familia Chrysomelidae. Fue descrita científicamente en 1973 por Gruev.